# ТЕС Утай
14°19′54″ пн. ш. 100°41′45″ сх. д. / 14.33167° пн. ш. 100.69583° сх. д.
ТЕС Утай (U-Thai) – теплова електростанція, розташована за кілька десятків кілометрів на північний схід від столиці Таїланду Бангкока. 
В 2015 році на майданчику станції ввели в дію два однотипні парогазові блоки потужністю по 800 МВт, в кожному з яких дві газові турбіни живлять через відповідну кількість котлів-утилізаторів одну парову турбіну.  
Як паливо ТЕС використовує природний газ. Для його подачі проклали перемичку завдовжки 20 км та діаметром 450 (на завершальному етапі 400) мм від газового хабу Ванг-Ной, до якого сходяться трубопроводи Ратчабурі – Вангной, Бангпаконг – Вангной та Каенгкой – Вангной. При роботі на повній потужності станція потребує 7,7 млн м3 блакитного палива на добу.
Видача продукції відбувається по ЛЕП, розрахованій на роботу під напругою 500 кВ.
Проект реалізували японська J-POWER (Electric Power Development) та Gulf Energy Development Public Company (найбільший тайський приватний інвестор у електроенергетику), що мають 60% та 40% участі відповідно.